# Monument a El Greco (Sitges)
El Monument a El Greco és un monument del municipi de Sitges (Garraf) inclòs en l'Inventari del Patrimoni Arquitectònic de Catalunya.

## Descripció
El monument a "El Greco" està situat al passeig de la Ribera, envoltat per una zona amb jardins. És format per un pedestal de pedra de planta rectangular amb decoració de rajoles catalanes i per l'estàtua del pintor. La figura de "El Greco", dempeus, és representada amb la paleta a la mà esquerra i un pinzell a la dreta. Tot el conjunt va ser realitzat en pedra.

## Història
La construcció del monument a El Greco es degué a la iniciativa de Santiago Rusiñol, i responia a la idea de dotar a la vila d'una escultura que fos el símbol del modernisme que es va formar al voltant del Cau Ferrat. Un cop Rusiñol va llençar la idea, el 30 de juliol de 1896, es va formar una comissió integrada per Bartomeu Carbonell, Josep Planes, Antoni Catasús i Antoni Almirall per tal de recollir diners per la realització de l'obra. Aquesta comissió va recollir un total de 8.043 pessetes, donades per 192 subscriptors. No fou fins al 24 d'agost de 1897 que es va col·locar la primera pedra al monument, en un acte multitudinari, com tots els que organitzava Rusiñol. L'autor del projecte va ser Josep Reynés i es va inaugurar el 29 d'agost de 1898. Al llarg dels anys l'estatual del pintor es va anar fent malbé, i l'any 1972 va ser reproduïda per una d'Ortiz.